# Manulea leiostachys
Manulea leiostachys är en flenörtsväxtart som beskrevs av George Bentham. Manulea leiostachys ingår i släktet Manulea och familjen flenörtsväxter. Inga underarter finns listade i Catalogue of Life.